# Jesse Renick
Jesse Renick   (Hickory, 29 de setembre de 1917 - Ada, 25 de novembre de 1999) fou un jugador de bàsquet estatunidenc, guanyador d'una medalla olímpica. Jugava d'escorta.
Va destacar a la Universitat Oklahoma A&M i el 1939 i 1940 fou escollit com a membre de l'All-Missouri Valley Conference i All-American, sent el primer jugador de la seva universitat seleccionat dues vegades per a l'equip All-American. El 1948 va prendre part en els Jocs Olímpics de Londres, on guanyà la medalla d'or en la competició de bàsquet. En finalitzar els Jocs es va retirar per passar a exercir d'entrenador als Phillips 66ers, amb qui guanyà la lliga de l'AAU de 1950.
Membre de la nació Chickasaw, fou el segon natiu americà, després de Jim Thorpe, en guanyar una medalla d'or olímpica.